# ام الارباع (شبام)
'

تعديل مصدري - تعديل

ام الارباع هي إحدى قرى وادي بن علي بمديرية شبام التابعة لمحافظة حضرموت، حيث تحيط بها من كل الأتجاهات ذبور زراعية وتحيط بها اشجار النخيل الكثيفة ويوجد بها حصن دارلرباع وتقطنها قبيلة بني سعد القضاعيه بلغ تعداد سكانها 58 نسمة حسب تعداد اليمن لعام 2004.